# サム・ケアード
サム・ケアード（Sam Caird、1997年3月18日 - ）は、ニュージーランド出身のラグビーユニオン選手。ジャパンラグビーリーグワンの横浜キヤノンイーグルスに所属している。

## 来歴
ニュージーランド・ハミルトン出身。
2016年からワイカト、2019年からノースランドに所属。
2016年、U20ニュージーランド代表に選ばれた。
2021年にはスーパーラグビーのワラターズに選抜された。2022年、ハイランダーズに移籍。
2022年、ジャパンラグビーリーグワンの花園近鉄ライナーズに加入。同年12月24日に行われたコベルコ神戸スティーラーズ戦で、途中出場で日本での公式戦初出場を果たした。
2024-25シーズンは、アメリカ合衆国のニューイングランド・フリージャックスに所属した。
2025年8月、横浜キヤノンイーグルスに加入。